# Nohfelden
Nohfelden là một đô thị thuộc huyện Sankt Wendel,bangn Saarland, Đức. Đô thị Nohfelden có diện tích 100,71 km², dân số thời điểm ngày 31 tháng 12 năm 2006 là 10.475 người. Đô thị có cự ly khoảng 15 km về phía bắc của Sankt Wendel, và 20 km về phía tây nam của Idar-Oberstein.